# لئوناردو باف
لئوناردو باف (انگلیسی: Leonardo Boff; ۱۴ دسامبر ۱۹۳۸ – ) کشیش کاتولیک، متخصص الهیات، نویسنده، و فیلسوف اهل برزیل بود.
وی همچنین برندهٔ جوایزی همچون جایزه زیست صحیح شده‌است.